# Otakar Slavík
Otakar Slavík (18. prosince 1931 Pardubice – 3. listopadu 2010 Vídeň) byl český malíř a kreslíř. Je považován za jednoho z nejvýznamnějších koloristů v českém výtvarném umění.

## Život
Otakar Slavík se narodil v rodině krejčího v Hrochově Týnci. Zde prožil dětství a vychodil měšťanku. Po válce se učil jeden rok v porcelánce v Klášterci nad Ohří a poté přešel do keramické školy v Bechyni (1946–1948). Od roku 1948–1952 studoval sochařství na Střední průmyslové škole kamenické a sochařské v Hořicích. Po maturitě (1952) nebyl přijat na obor sochařství Akademie výtvarných umění v Praze a proto počal studovat výtvarný obor na Pedagogické fakultě Univerzity Komenského v Bratislavě (prof. Eugen Nevan). Odtud přestoupil v roce 1953 na Pedagogickou fakultu Univerzity Karlovy na nově otevřený obor profesury malby a kresby pro střední školy (prof. Karel Lidický, Martin Salcman).
Martin Salcman, který studoval u Jana Preislera a přátelil se s Františkem Kupkou, přivedl sochaře Slavíka k malbě a jeho tvorbu doživotně ovlivnil svou metodou výuky, kladením důrazu na zvážení vztahů mezi výtvarnými prvky a poukazem na relativní platnost jejich hodnot. Jako pedagog výrazně zapůsobil na zcela odlišné malíře - svého asistenta Zdeňka Sýkoru, Karla Malicha, Vladislava Mirvalda, Dalibora Chatrného i Otakara Slavíka. Salcmanovi žáci, každý svým originálním způsobem, rozvíjeli jeho metodu malby. Poněvadž škola byla mimo centrum stranického zájmu a kontroly, mohl profesor Salcman a jeho asistenti Zdeněk Sýkora a Kamil Linhart informovat žáky o současném světovém umění.
Po promoci v roce 1958, přestože dostával ještě několik let stipendium Fondu výtvarných umění, se Otakar Slavík rozhodl živit raději manuální prací, aby se obešel bez tehdy nevyhnutelných výtvarných kompromisů s režimem. Pět let pracoval jako kulisák v Národním divadle. Po výpovědi z divadla byl zaměstnán v panelárně, jako vykladač vagonů, stěhovák a v dalších fyzicky náročných profesích. Od dob studií se přátelsky stýkal především se Zdeňkem Sýkorou, s okruhem kolem Václava Bartovského a s Václavem Boštíkem, ale přes svůj živelný naturel zůstal jak soukromě, tak v tvorbě izolován. Důležitou roli hrály v jeho životě koncerty vážné hudby.
Poprvé samostatně vystavoval roku 1964 v Malé galerii Parku kultury. Od výstavy v Mánesu roku 1966 se stal předmětem odborného zájmu v souvislosti s nastupující Novou figurací. V druhé polovině 60. let se prosadil jako malíř a kreslíř, roku 1967 získal vlastní ateliér a od roku 1968 se mohl věnovat pouze své malířské tvorbě. Byl zastoupen na četných výstavách v Čechách i v zahraničí. V roce 1968 se jako host zúčastnil výstav skupiny Křižovatka, které pod názvem Nová citlivost uspořádal Jiří Padrta.
Slavíkova druhá výstava obrazů ve Špálově galerii (1970), spolu se sochami Karla Nepraše, vedla ke sblížení s umělci kolem Křižovnické školy. Novými a celoživotními přáteli se mu stali Eugen Brikcius, Ivan a Věra Jirousovi, Dana Němcová a filozof Ivan Dubský.
Brzy po srpnové okupaci a novém utužení komunistického režimu ztratil Otakar Slavík možnost vystavovat a vrátil se k manuální práci. V roce 1971 nastoupil jako závozník pro nově zřízený normalizační Svaz českých výtvarných umělců. Volba tohoto zaměstnání nejen odpovídala Slavíkově charakterové pevnosti a nezávislosti, byla ve své absurditě i v souladu s poetikou Křižovnické školy.
Hanebná situace sedmdesátých let ho přivedla jako jednoho z prvních k podpisu Charty 77. V následujícím roce utrpěl těžký infarkt myokardu, který znamenal nemožnost živit se nadále manuální prací. Po podpisu Charty 77 byl vyloučen z Fondu výtvarných umělců a automaticky ztratil nárok na sociální zabezpečení, právo na ateliér i možnost nakupovat barvy v prodejně Fondu, která jako jediná v Praze obchodovala s profesionálními uměleckými potřebami.
V roce 1980 emigroval se svou ženou do Rakouska, kde mu byl udělen politický azyl. Otakar Slavík se stal členem uměleckého spolku Künstlerhaus. Díky zaměstnání své ženy poprvé v životě neměl finanční starosti a mohl se věnovat malbě a své nově nalezené velké zálibě, návštěvě galerií a muzeí. Každoročně podnikal zahraniční cesty za uměním (Londýn, Benátky, Florencie, Paříž, Curych, Madrid, Toledo). V roce 1985 získal rakouské občanství. Kromě Vídně vystavoval ve Švýcarsku, Německu, USA a ve Francii. Roku 1988 se zúčastnil výstavy Expressiv ve Vídni, Washingtonu a New Yorku, kterou organizovala Meda Mládková.
V roce 1989 utrpěl další infarkt a musel podstoupit velmi složitou operaci srdce. Do Čech se vrátil velkou retrospektivní výstavou, kterou uspořádaly Národní a Středočeská galerie v prostorách Městské knihovny v roce 1991. Následovaly výstavy v Mánesu, Galerii Bayer & Bayer, Míčovně Pražského hradu, Galerii Via Art, Nové síni a v Kutné Hoře. Roku 1992 se stal členem Umělecké besedy. Slavík maloval ve Vídni i během pobytů v Praze. Jeho práci náhle přerušila až nečekaná smrt v listopadu 2010.

### Ocenění
- 1987 Zlatá medaile Künstlerhaus Vídeň
- 1992 Irene und Peter Ludwig Preis
- 1996 Cena unie výtvarných umělců ČR, Intersalon České Budějovice
- 2001 Goldene Lorbeer des Künstlerhauses, Wien

## Dílo

### Malba
Slavíkův malířský vývoj má přes výrazné proměny a neustálé obnovování pozoruhodnou jednotu, sevřenost a logiku. Zpodobňuje figuru, či objekt jako neosobní tvar, který interpretuje malířskými prostředky. Síla této metody spočívá v Slavíkových mimořádných koloristických schopnostech, které mu umožnily učinit z figurální kompozice zároveň i svébytnou skladbu barevných ploch, organizovaných v složitě harmonických i disharmonických sestavách..
Malíř byl celoživotně ovlivněn sochařským školením v Bechyni a zejména v hořické škole, které prohloubilo jeho figurální cítění. Tématem jeho figur je existenciální situace člověka, nikoli nějaká konkrétní činnost. Prolíná se v nich Slavíkova modelérská zkušenost s fascinací malbou. Pozice nebo situace figury je od počátku výsledkem procesu, v němž do prostoru obrazu vstupuje barva a stává se tvarem. (Slavík: "Figuru nemaluji, musí vzniknout během procesu malování") Vysoké pastózní nánosy barev jsou někdy výsledkem přemaleb a svědectvím jeho zápasu o výraz. Pomáhá si jimi, aby zdůraznil sytost koloritu a dodal mu zářivost. Krása v jeho pojetí není totožná s půvabností nebo líbivostí nebo snahou o vybroušený styl. I tam, kde obraz připomíná bojiště, je výsledkem živelné radosti z malby. Podle Věry Jirousové Slavík zhodnotil estetické principy evropské tradice se sveřepostí Středoevropana a v jeho díle se střetává vůle k řádu a sebekázni s chaosem, který plodí vše živé.
První Slavíkovy obrazy jsou poučené francouzskou malbou, především Bonnardem a Matissem. V českém umění navazuje na malíře z počátku 20. století, zejména J. Pruchu, J. Preislera nebo B. Kubištu(Portrét slečny Ulčové, 1955). Z trpké konfrontace romantického konceptu umění s realitou Slavíkova života jako kulisáka vznikají podněty k sérii létajících baletek, figur v křečovitém pohybu během střemhlavého letu přes jeviště, spolu s dalším tématem, životem opotřebovaných dělníků, kulisáků a pijáků piva (Létající baletka, 1962, Kulisák 1958). Temná barevnost poukazuje na existenciální zkušenost a ztrátu romantických iluzí (Muž s pivem, 1964). Atmosféra obrazu Kavárna v Obecním domě (1959), kam se Slavík uchyloval v pauze mezi prací, zobrazuje odcizení osamoceného člověka.
Kolem poloviny 60. let opustil dosavadní způsob malby. Barevnost některých obrazů je utlumena a dotyky štětce se osamostatňují ve formě drobných barevných skvrn (Stojící, 1964). Ve druhé polovině šedesátých let skládal své obrazy hlavně nebo výlučně z barevných kotoučů, někdy ve formě pravidelného rastru (Ležící, 1966). U Slavíka nejde o pouhé optické skládání barevných skvrn jako u Seurata, ale různým zpracováním barvy usiluje o budování řádu v obrazu, o jaký usiloval Cézanne. Malíř se na čas vědomě vzdal plasticity a hloubky obrazového prostoru a přiznal barevnému bodu konstruktivní úlohu.(Slavík: "Bod, který je mi východiskem, je nejen stavebným prvkem, ale ve svém vymezení i jistotou a svobodou. Konstruktivní tendence jsou mi blízké").
Konstruktivní tendence v polovině 60. let zasáhly řadu výtvarníků. Klíčovým slovem se stal antiromantismus, spojovaný s potlačením subjektivity projevu a vyčištěním malby od iluzí a symbolů. Polidštěná geometrie byla přihlášením k technickým danostem civilizace (druhé přírody) a nové principy malby byly přísné a přesné, konkrétní, jasné, věcné názorné a pozitivní ve vztahu k člověku. Otakar Slavík vystavuje sice se skupinou Křižovatka a představiteli Nové citlivosti, zůstává ale solitérem, který spojuje nejstriktnější řešení s přístupy tradičnějšími, ale stejně vyhraněnými. S řadou vystavujících ho spojoval zájem o ryze malířské kvality obrazu a uplatnění řádu při jeho skladbě, ale významově směřoval jinam a stejně jako např. Alena Kučerová neopustil figuraci.
Nejzazší abstrahující posun, provázený prostorovým osamostatněním výtvarných znaků, je patrný v obrazech Pitev, který zrcadlí autentickou autorovu zkušenost a následnou kontemplaci (Pitva, 1967).

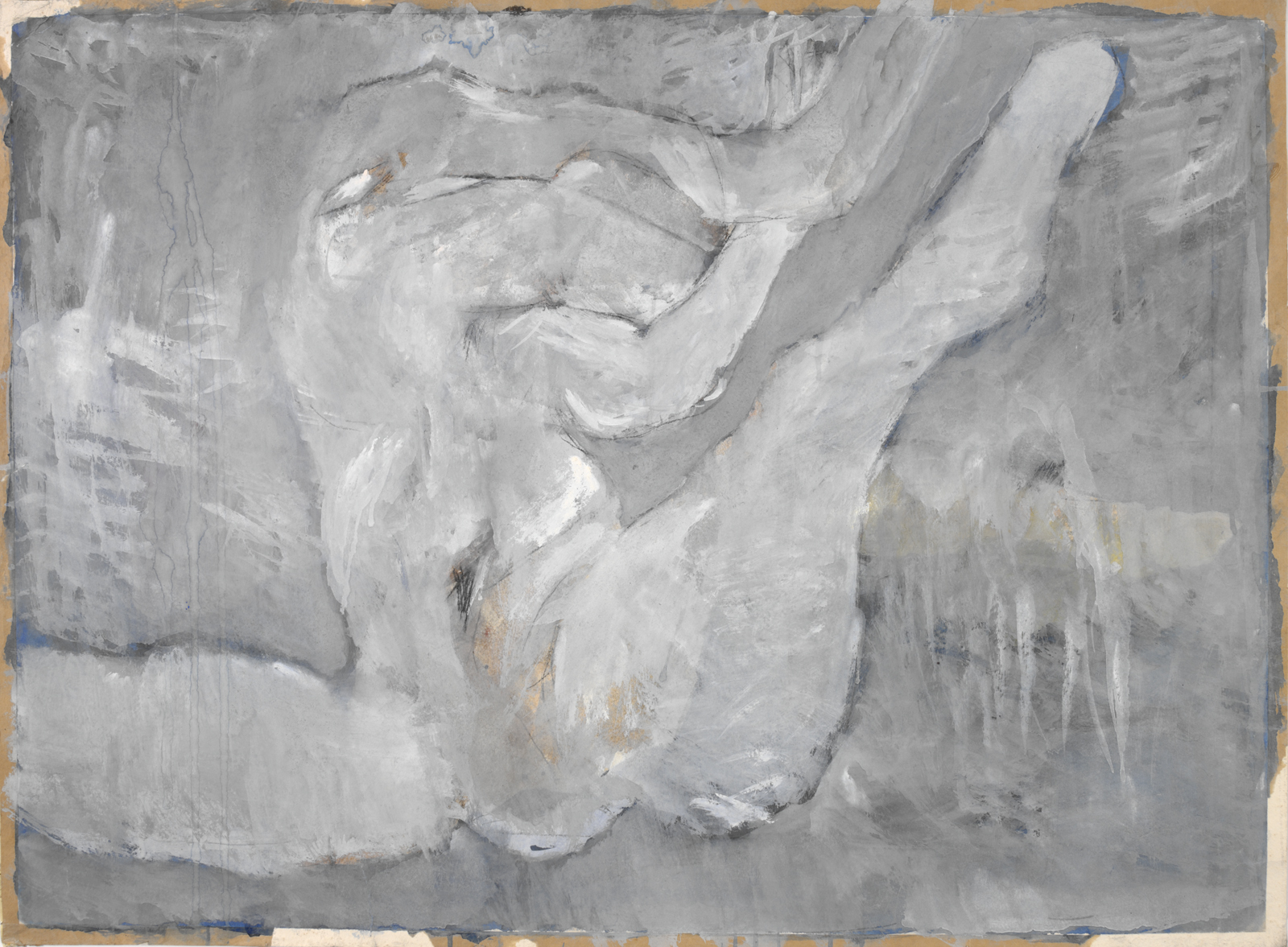
Baletka (2. pol. 50. let)
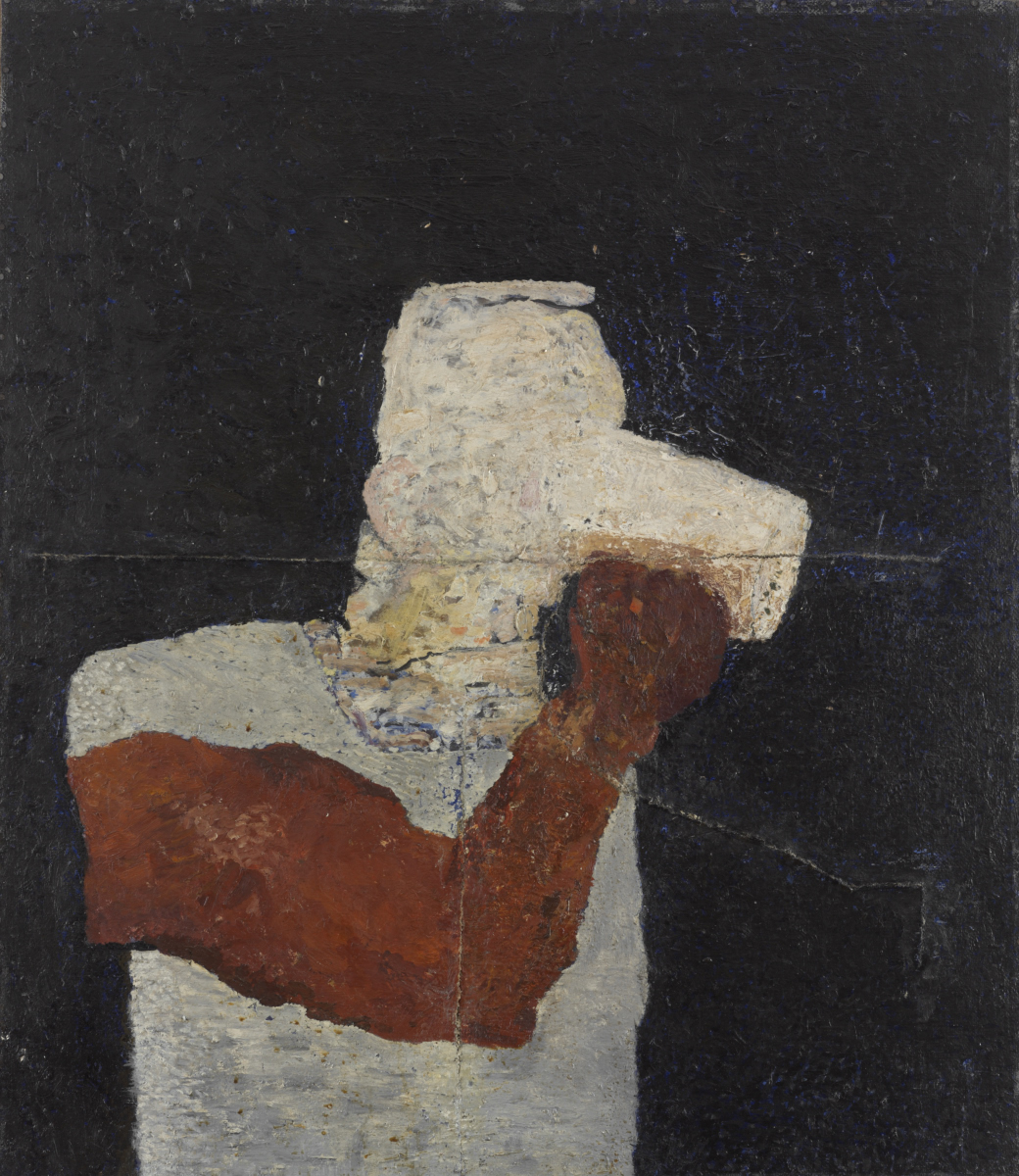
Muž s pivem (1965)
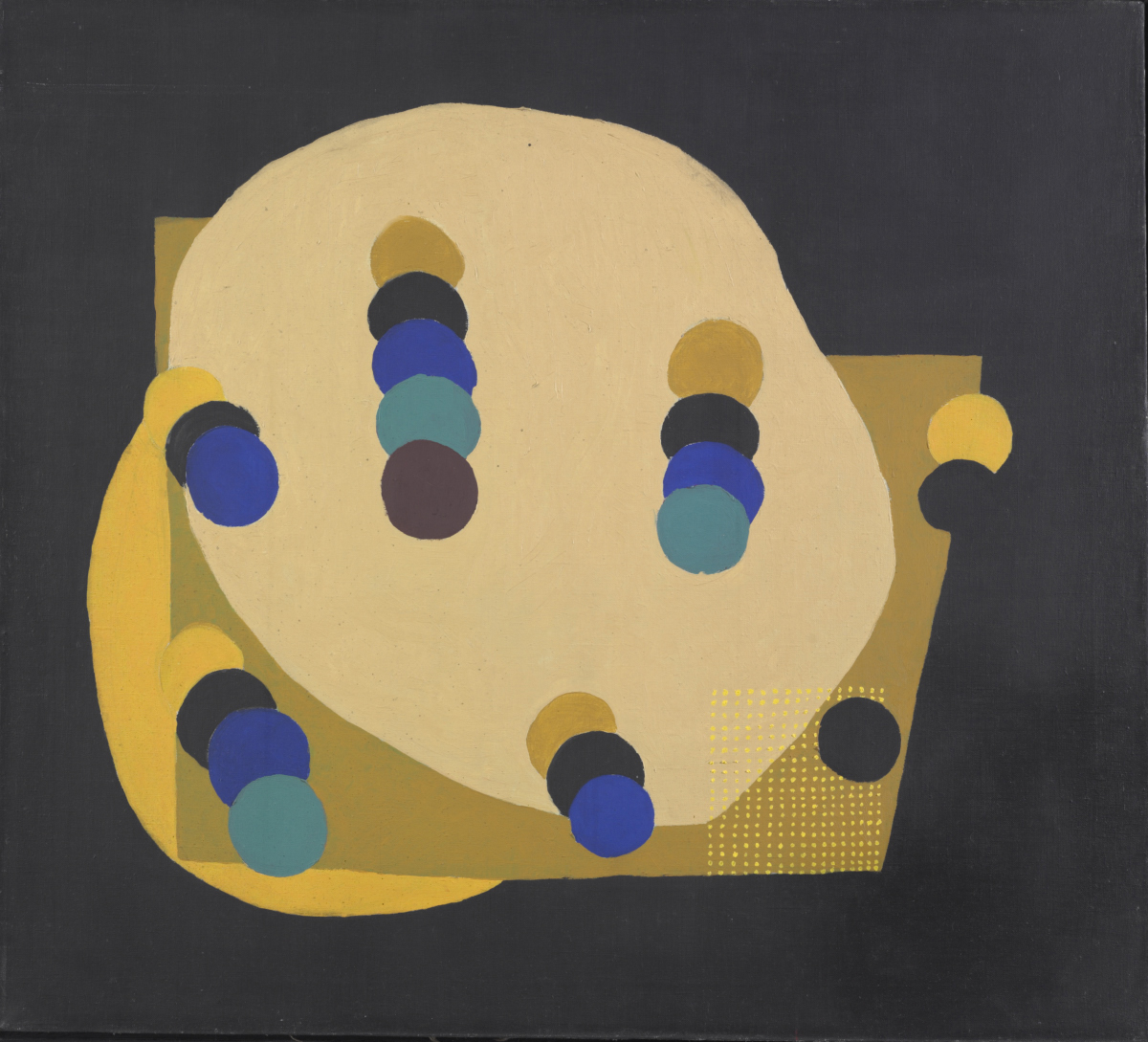
Pitva (1967)
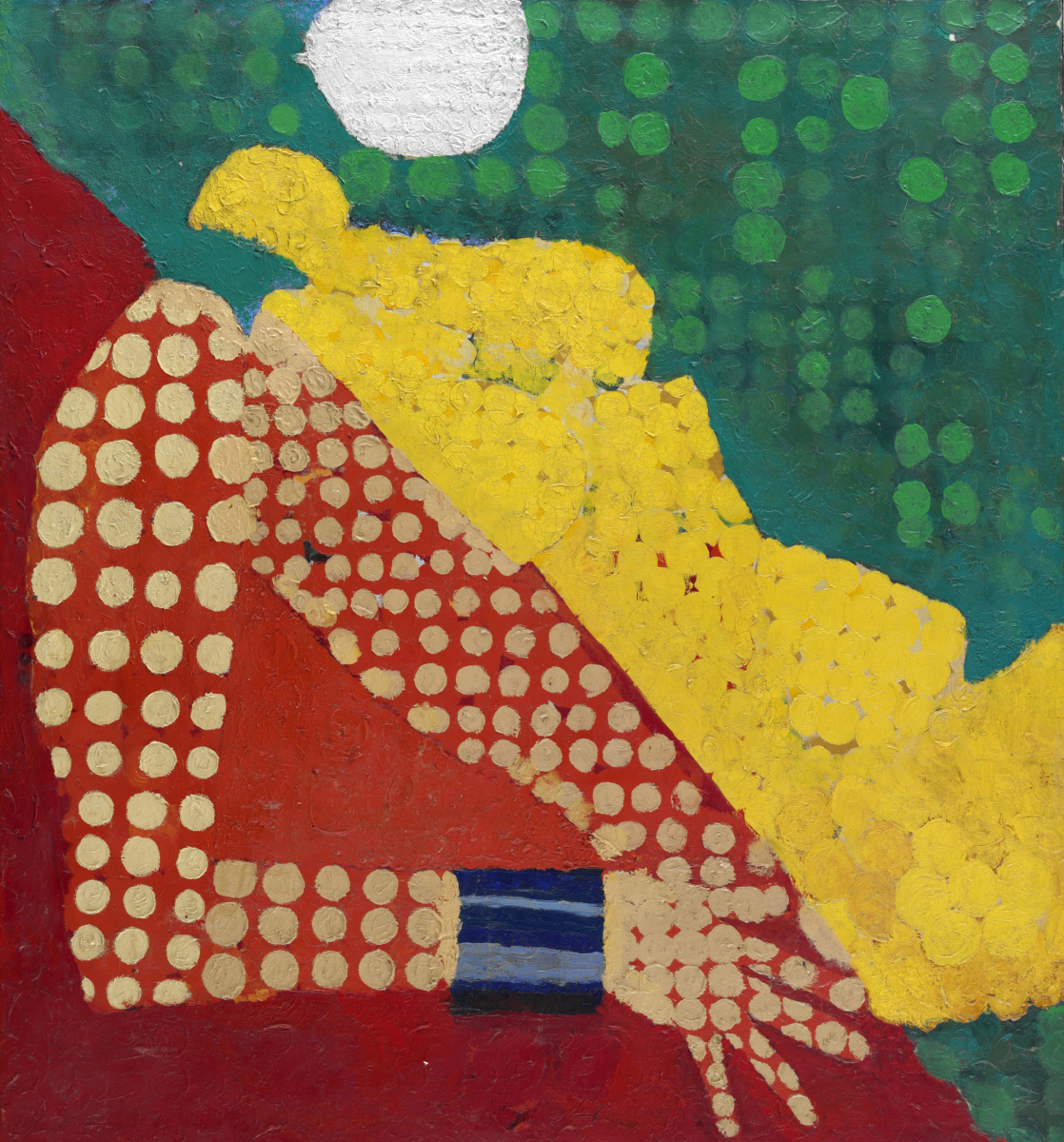
Modrý náramek (1968)
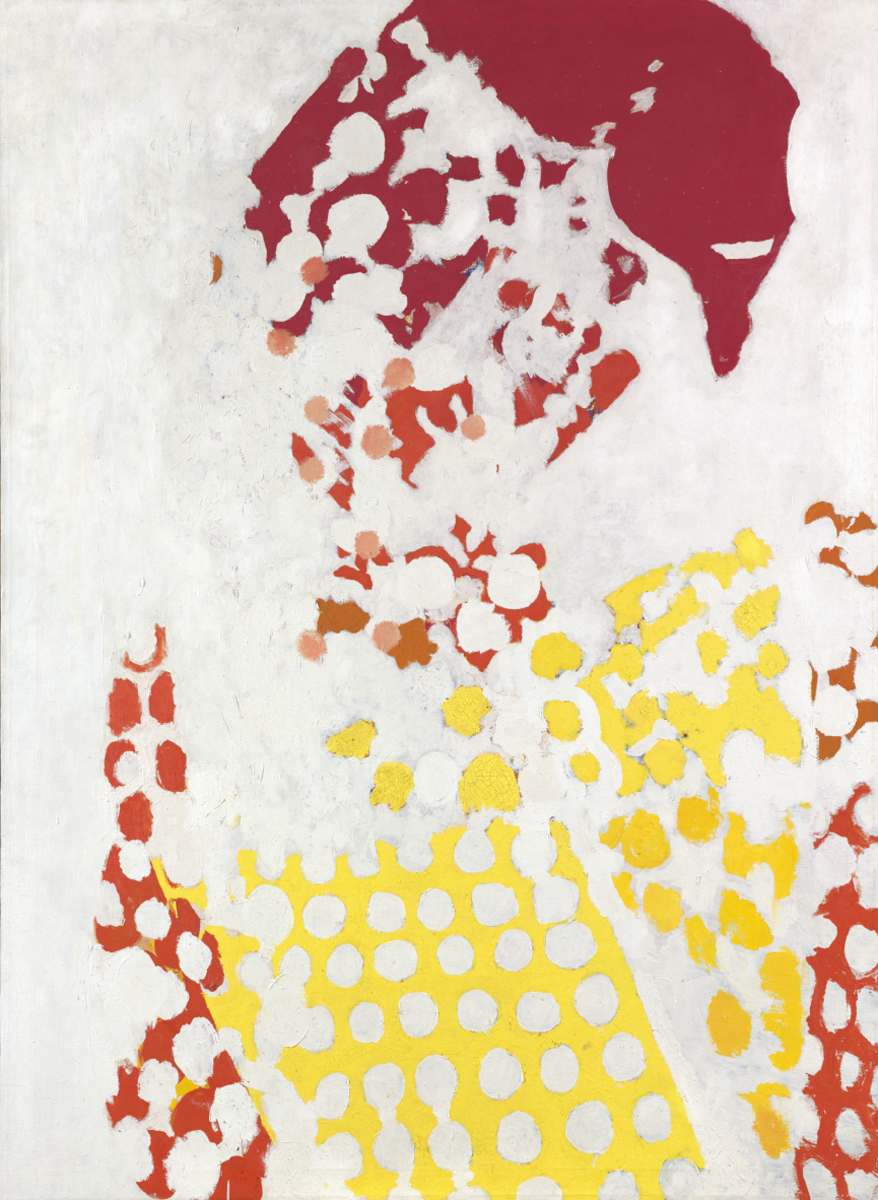
Cibule (konec 60. let)

Změna stylu Slavíkovy malby souvisí s nástupem normalizace. Racionální konstrukce obrazu spojená s barevným redukcionismem se mu stala příliš těsnou a figura, která byla abstraktním tématem, se stává skutečnou postavou nesoucí všechnu životní tíži. Barva má mít nadále hlavní úlohu – být samostatným nositelem významu, prostorem i figurou. Slavík sám definuje svou práci jako snahu o nový kolorismus spíše než novou figuraci.
Zkušenosti z nosnosti barevného znaku ve spojení s reálnými náměty přepsanými do barvy, zhodnocují figuru monumentálním, již čistě tělesným způsobem. V obrazech konce šedesátých let se plně rozvíjí radost z malby (Ležící, 1970, Cibule, 1969). Barevné skvrny a s nimi i figury ztrácejí kontury (Ležící, 1970, 1972), někdy zcela mizí (Modrá studie, 1971, Spící, 1973). Slavíkova malba se v tomto období pohybuje v širokém rozpětí od náznaků architektonického řádu (Interiér II, 1973) k volné abstrakci (Pohádka, 1970–1971).
V první polovině 70. let se nejprve v kresbách (1972) a později i v obrazech provedených v kontrastní zářivé barevnosti červení a žlutí objevuje dynamický prvek vířících kruhů a jemné světelné vibrace (Kompozice, 1975). Před polovinou 70. let malíř prodělal tvůrčí krizi a řadu obrazů zničil.
Obrazy druhé půle sedmdesátých let již jasně prokazují, že Slavík pracuje s barvou jako svébytnou lyrickou i expresivní kvalitou, jíž podřizuje skladebnost obrazů (Hořící sníh, 1977, Ohni kolena a hřbet, 1979, Sehnutý muž, 1979)
Po podpisu Charty 77, šikanách StB a infarktu, vznikají nové práce - monumentální apokalyptické krajiny a krajinné náměty inspirované cestami na Šumavu (Nepodařený pokus o překročení hranic, 1977–1979, Západ slunce, 1978) a emocionální podobenství lidského údělu v sérii Provazochodců, které Jirous kategorizuje jako "imbosh art", malbu štvané zvěře. (Poslední pokus o překročení hranic, 1979, Provazochodec v povětří, 1980).
Sehnutý muž v povětří (1979) je zobrazen jako oběšenec. Názvy jiných Slavíkových děl z tohoto období – Odpočinek provazolezce, Provazolezec v povětří, Provazolezec před představením, Předposlední odpočinek - jsou obrazy zakamuflované smrti, které sám malíř komentoval jako násilný a vymyšlený úhybný manévr před nevyhnutnou katastrofou. Ilustrací malířova duševního stavu je obraz namalovaný ještě krátce po příchodu do Rakouska, s kalnými barvami, které se táhnou jako šmouhy (Heimweh, 1980). Temné tóny přetrvávají až do roku 1981 (Řvoucí muž)
V série Provazochodců, archaických postavách, jejichž pozemské bytí malíř reflektuje, pokračoval Slavík i ve vídeňském exilu. Figury jsou vyjádřeny několika barevnými plochami, rytmizovanými barevnými kontrasty, stále více jsou patrny malířovy sochařské základy. Slavíkův expresionismus má původ v Praze a nese existenciální zátěž, kterou si s sebou přinesl do Vídně (Sehnutý provazolezec, 1987). Ve svobodných podmínkách nového domova a šťastném osobním vztahu se do obrazů vrací klid a vyvážená kompozice barevných tónů. Ústředním motivem Slavíkových obrazů se stala ženská figura. Tyto obrazy září ohnivými tóny červené a žluté, blankytnou modří a světlem, které těla ozařuje i oblévá a nadnáší jako voda.
Po retrospektivní výstavě v Národní galerii roku 1991 vznikají další monumentální díla, kde malíř do nekonečna zkoumá možnosti barvy (Nepohoda I, 1995). Kladení barev je pro malíře emocionální proces, vyjadřuje intenzitu, vážnost a velmi často též ironii. Mihotavé, chvějivé dotyky štětcem, těžké pasty, optické rastry, šrafování, lepení papírů slouží jako výrazové a stavební pomůcky svázané s malbou.
Slavík se často navrací ke starším obrazům, které podrobuje urputným a většinou zničujícím zásahům. Primární je pro něj proces malby, nikoli výsledek. Jeho tvorba je stále úpornější, malíř nespekuluje se svými schopnostmi a nespoléhá se na dosažené. Podle malíře „nejsou dokončené obrazy, pouze obrazy odložené“. Proto existují fotografie i několika postupných verzí jediného obrazu, v němž se figura propadá do prostoru a opět se z něj vynořuje. Mimo série studií hlav z druhé poloviny devadesátých let (Duňa, Vally, Zmatlík, Evžen v růžích, Úděs, 1996–1997) se objevují stále častěji krajinné a čistě prostorové kompozice (Hlava, 2005, Pohled z okna 2006). Obrazy posledních let pak jakoby ještě ostřeji zdůraznily malířův zápas s obrazem, soubojem mezi tématem - předmětem malby - a jeho pozadím, které nabývá stále většího významu. Reflexní barvy tematizují radost, záři a jas, torza ležících dívek se ztrácí v houštinách barev, ponechány přírodním procesům (Ležící dívka I-IV, 2008).

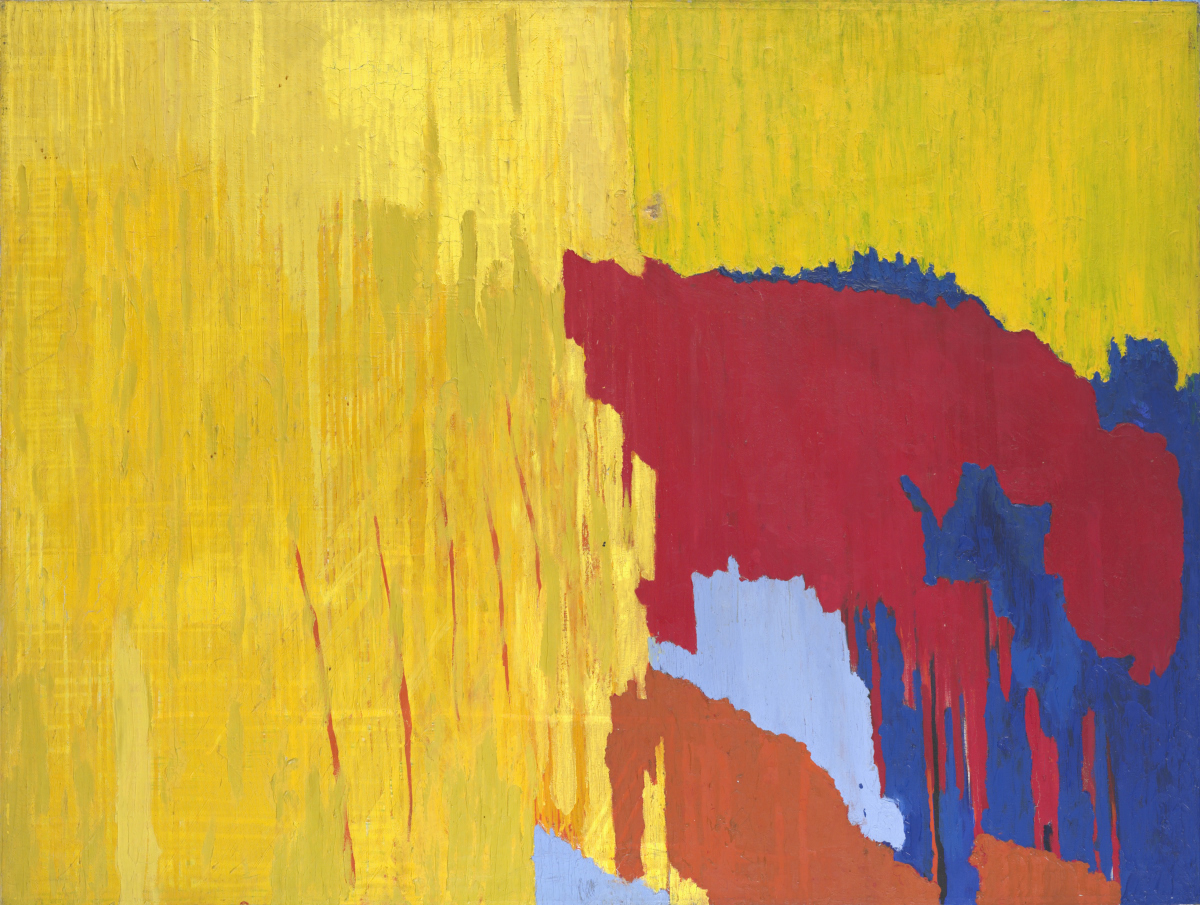
Ohni kolena a hřbet (1976-78)
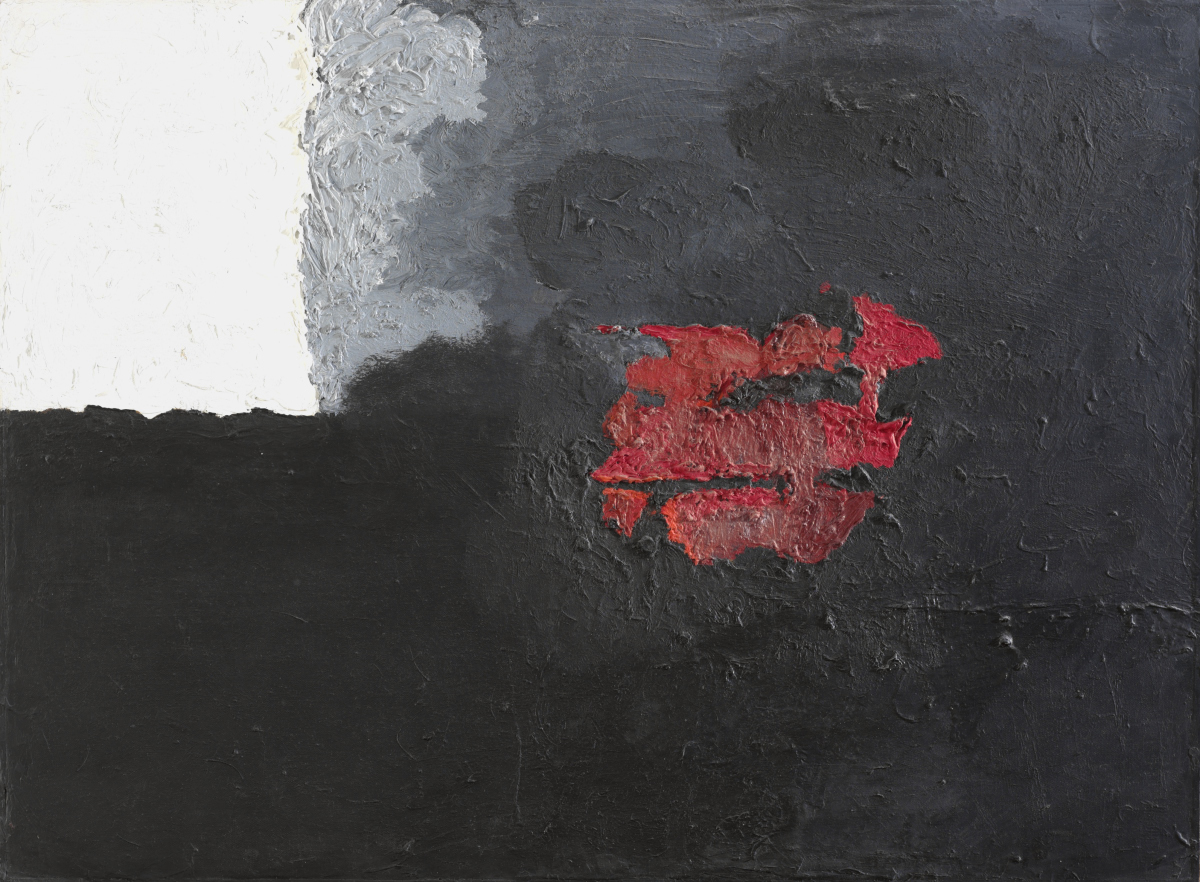
Západ slunce (1978)
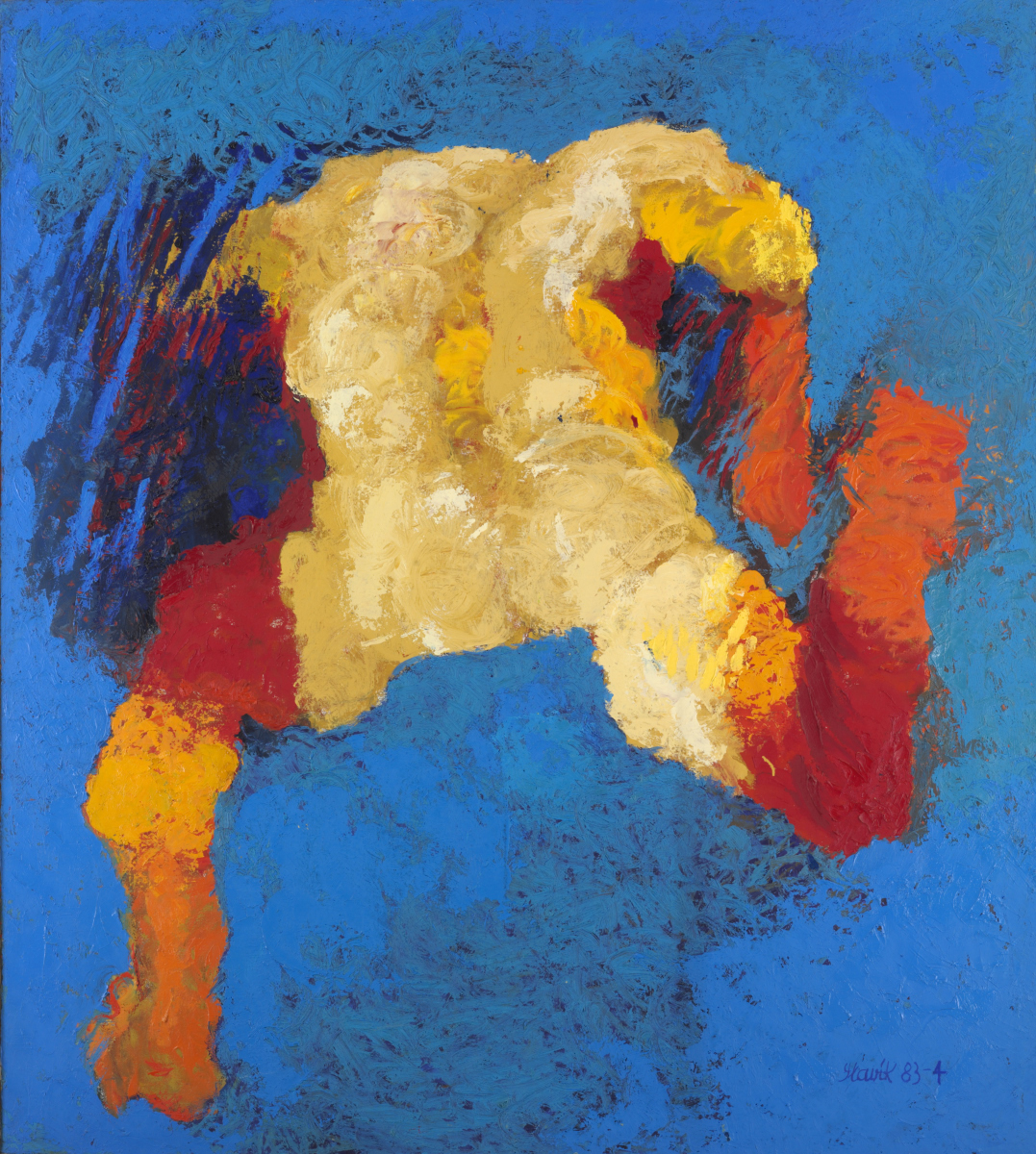
Nix wie weg z provazu a vůbec (1983-84)
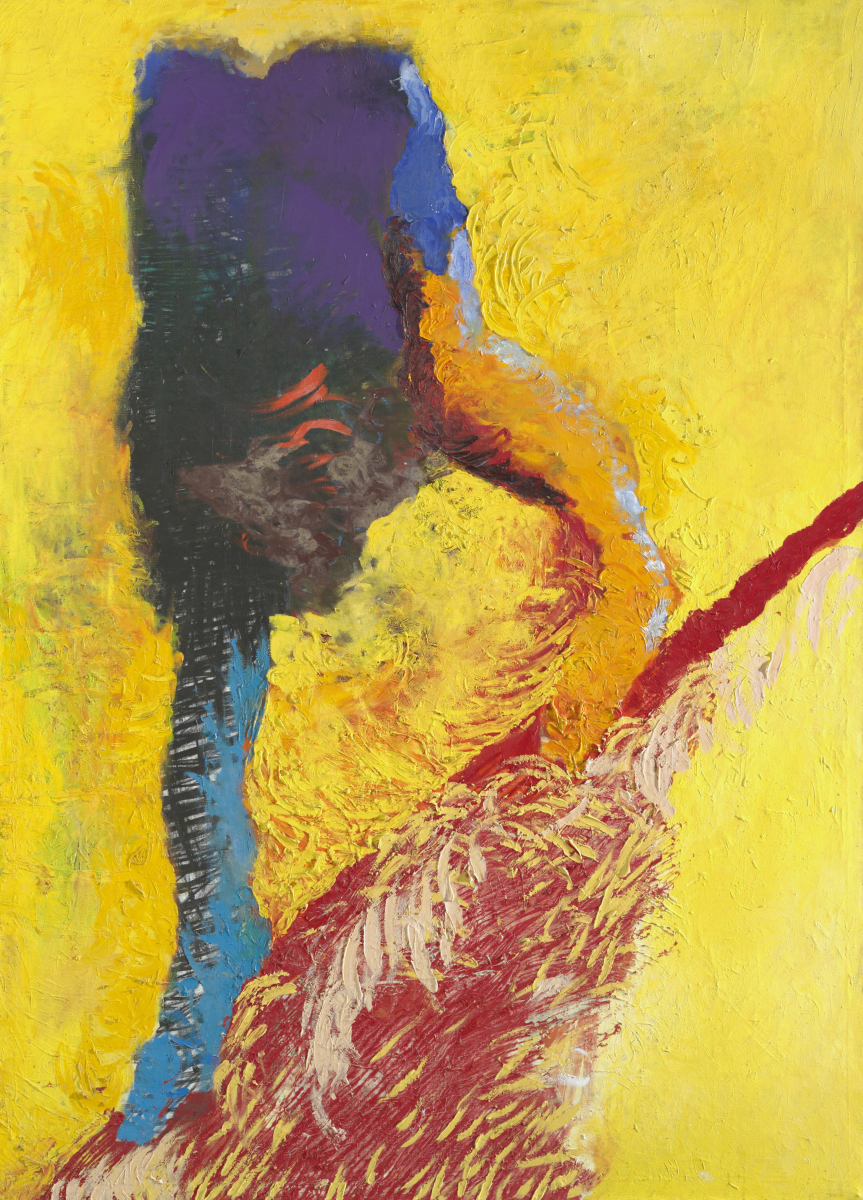
Sehnutý provazolezec (1983-87)
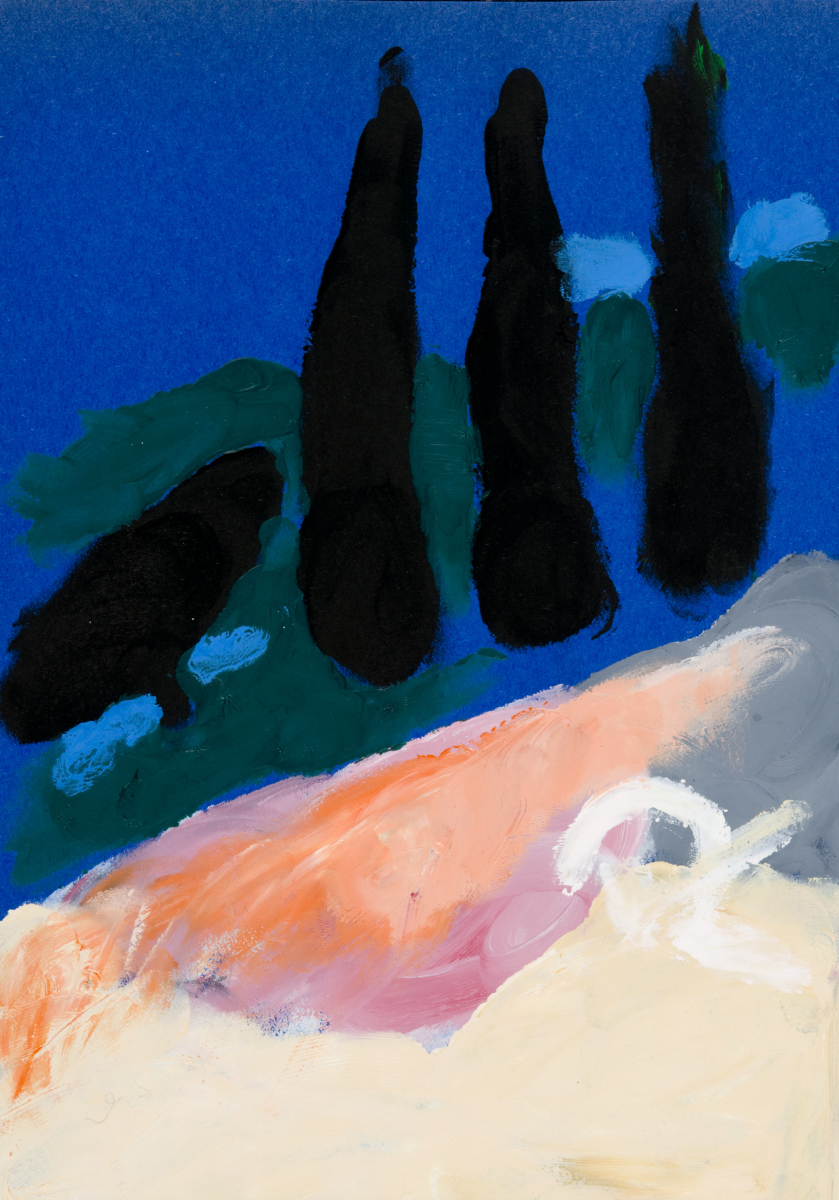
Toskánský deník II (1986–1987)
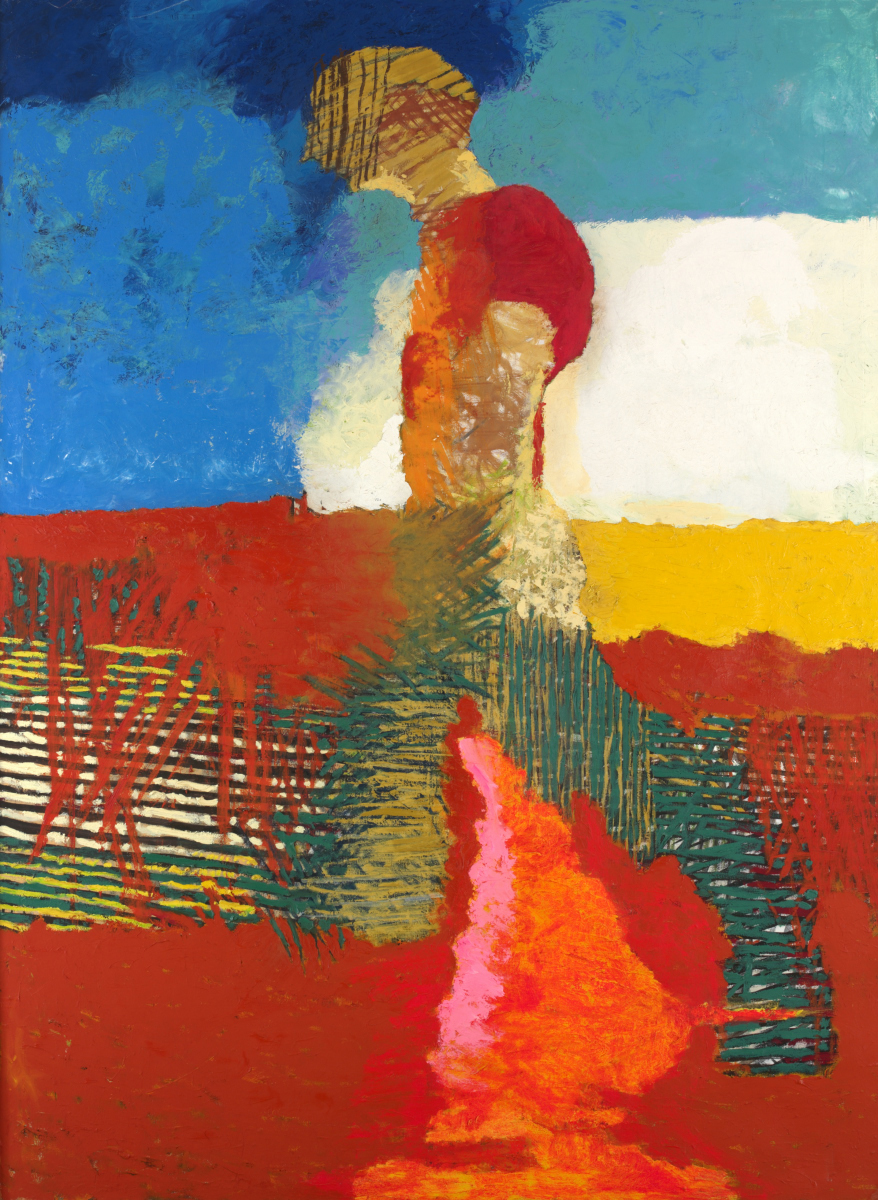
Kráčející muž (1988-89)
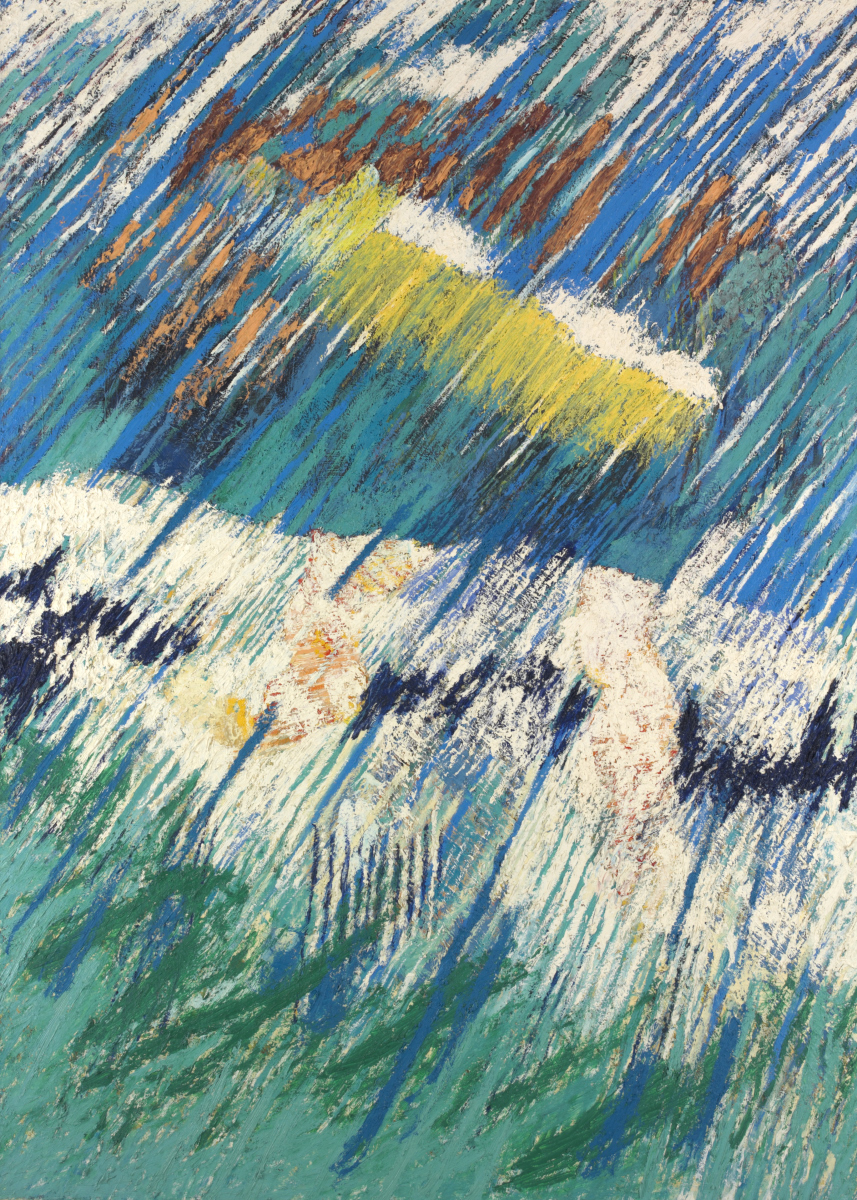
Nepohoda I (1989)
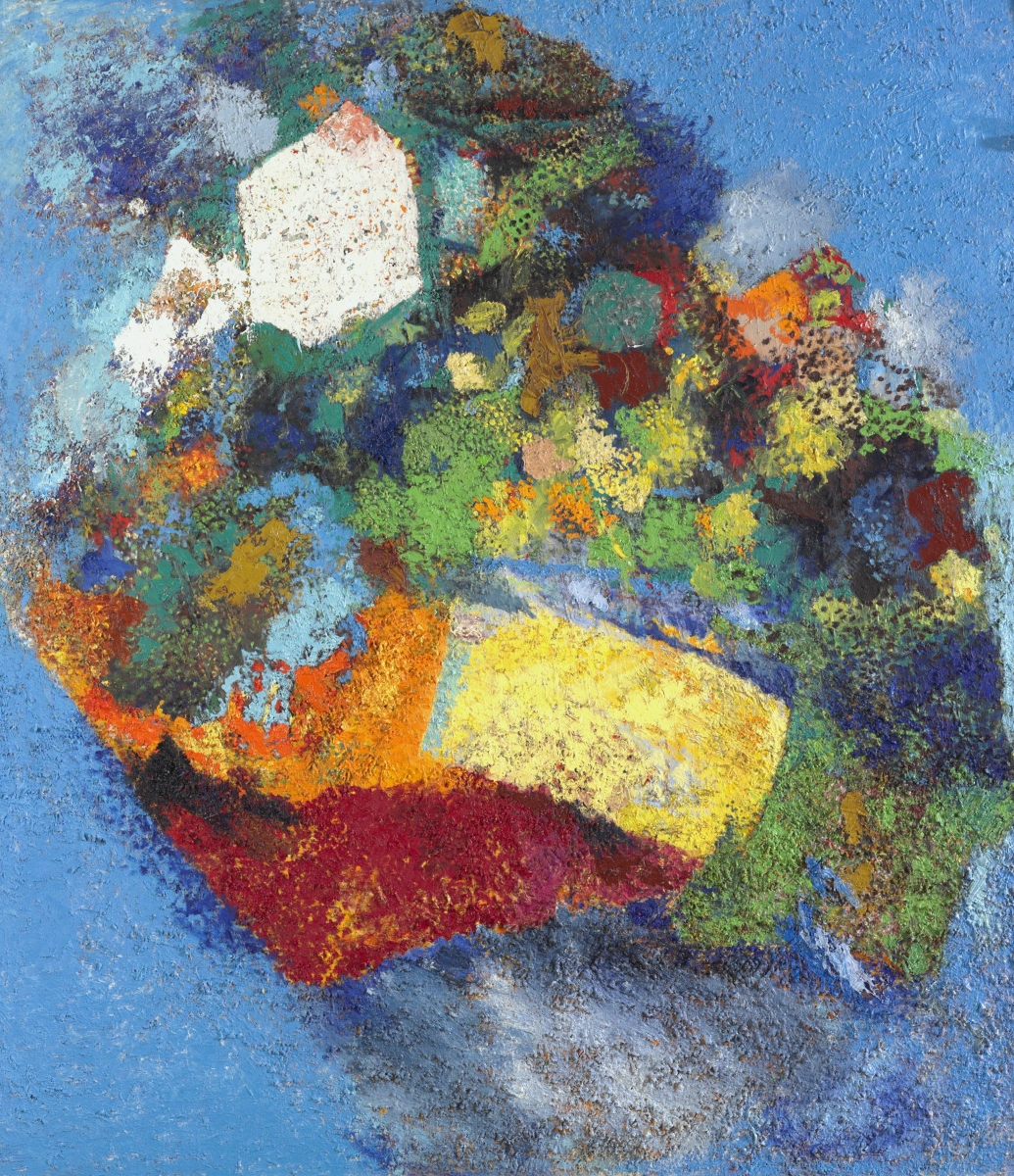
Pohled z okna (2006)
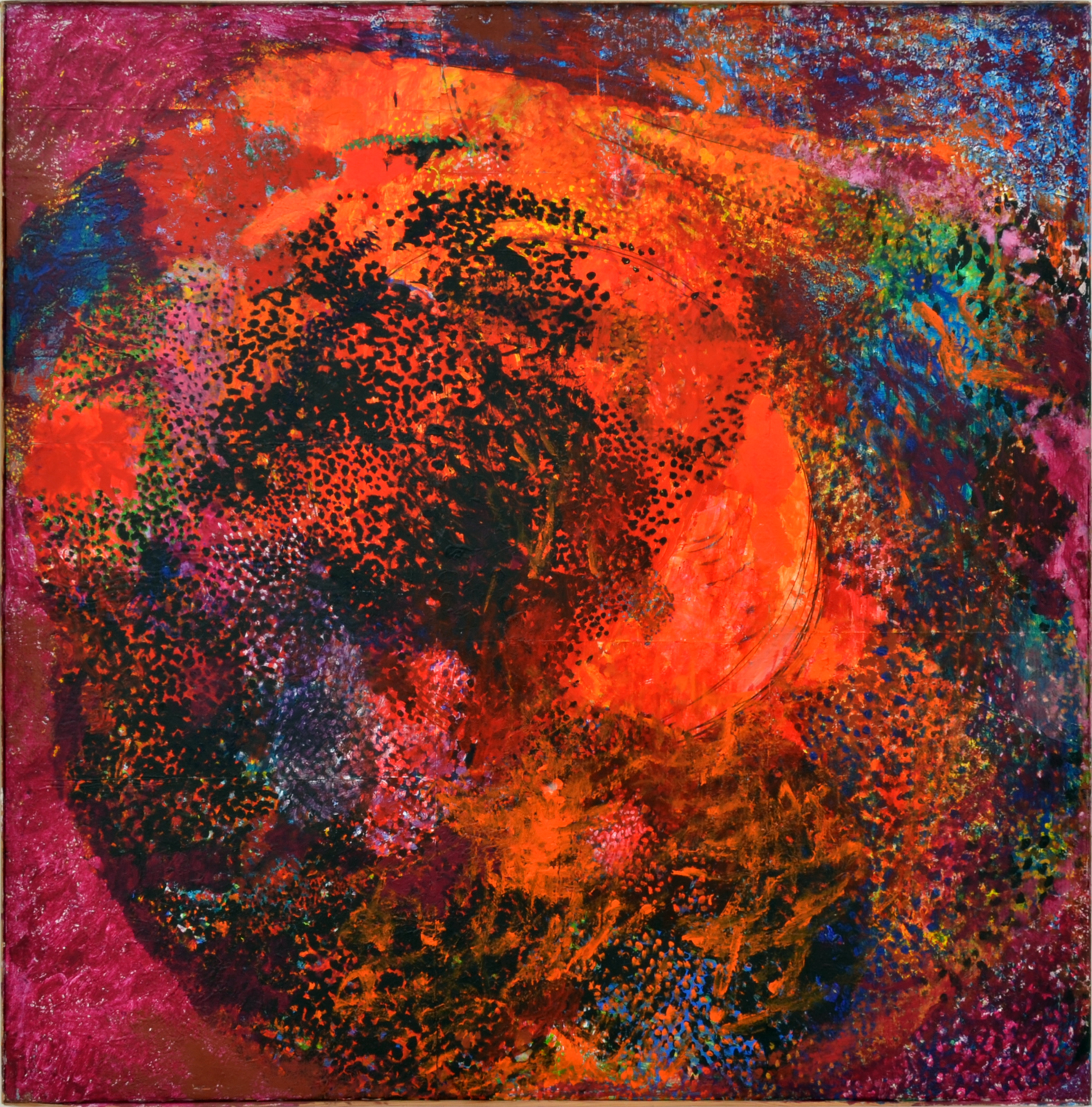
Červená studie, 2000-2006
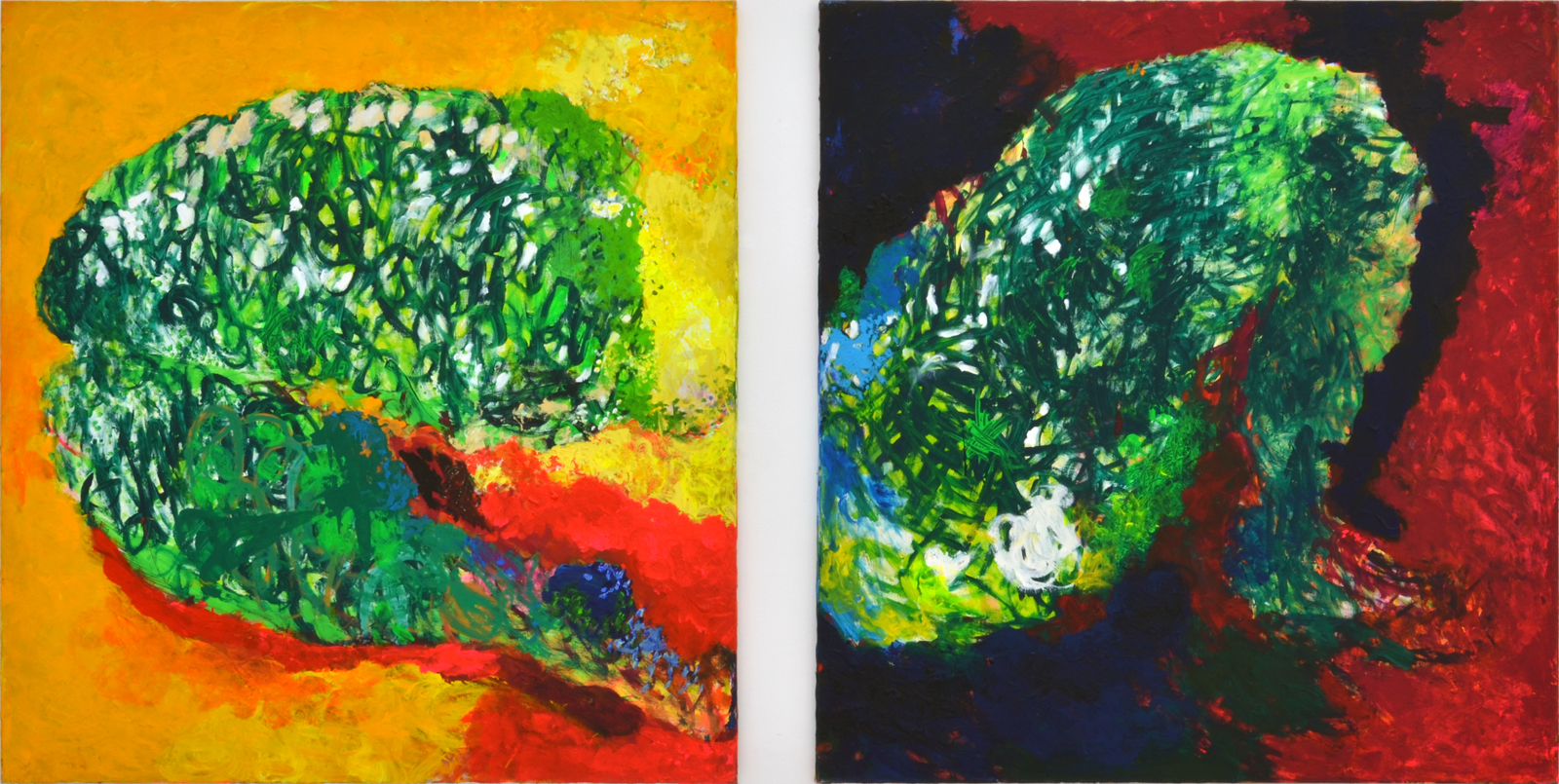
diptych Ležící dívka II (2008)

### Kresby a grafika
Kresba provází Slavíkovu malířskou tvorbu periodicky a vždy souvisí se zájmem o nový problém a hledání nového řešení. Soubor velkých tužkových kreseb mužských hlav (Hlava, 1968) byl vystaven v první Slavíkově výstavě ve Špálově galerii Jindřicha Chalupeckého v roce 1968, další série 12 barevných sítotiskových rastrů Řvoucího muže v další výstavě v roce 1970. Teprve kolem roku 1974 následuje kolekce geometrických, zcela nepředmětných kreseb, kde je figurálnost nahrazena autonomií linií a jejích svazků (Kresba, 1974). Série figurálních kreseb z osmdesátých let, spíše obrysů a náznaků figur kreslených pastelem, často v kombinaci s jinými technikami, vznikla souběžně s malbami.
Slavík navštěvoval ve Vídni téměř dvacet let kurzy kresby aktu. Vůbec se nestydí spolu s amatéry se znovu učit základům, aby mohl, a to z opravdové osobní nutnosti, vynalézat, přenášet minulost do současnosti, transformovat tradici do novosti. Tak vznikly série spontánních momentek i série ilustrací provazochodců pro francouzský časopis La Nouvelle Alternative. (1990–1998). Kresby lidských hlav z osmdesátých let, často v nadživotní velikosti, jsou zredukované na několik charakteristik, či jsou obdobami figurálních forem. Z cesty do Toskánska, kterou podnikli Slavíkovi s manželi Binarovými, sestavili společný ilustrovaný deník (1986–1987).

### Zastoupení ve sbírkách
- Národní galerie v Praze
- Galerie hlavního města Prahy
- Museum Kampa
- České muzeum výtvarných umění, Praha (nyní GASK)
- Galerie Benedikta Rejta, Louny
- Severočeská galerie výtvarného umění v Litoměřicích
- Galerie moderního umění v Roudnici nad Labem
- Galerie umění Karlovy Vary
- Muzeum umění Olomouc
- Galerie výtvarného umění v Ostravě
- Krajská galerie výtvarného umění ve Zlíně
- Alšova jihočeská galerie v Hluboké nad Vltavou
- Východočeská galerie v Pardubicích
- Galerie moderního umění v Hradci Králové
- Oblastní galerie v Liberci
- Galerie výtvarného umění v Chebu
- Oblastní galerie Vysočiny v Jihlavě
- Galerie Klatovy / Klenová
- Galerie Zlatá husa
- Art Institute of Chicago
- Fond National d'Art Contemporain Paris
- Kunstforum Norrköping
- Kunstsammlung Chemnitz
- Galerie kulturnog centra, Beograd
- Muzeum Stuki, Lodz
- Wirtschaftskammer Innsbruck
- Soukromé sbírky doma i v zahraničí

### Autorské výstavy
- 1964 Otakar Slavík: Obrazy a kresby, Malá galerie Lapidária, Praha
- 1966 Otakar Slavík, Galerie mladých, Mánes, Praha
- 1967/1968 Otakar Slavík, Galerie Václava Špály, Praha
- 1969 Otakar Slavík: Obrazy 1962 - 1968, Letohrádek Ostrov
- 1970 Otakar Slavík: Obrazy žen, Galerie Benedikta Rejta, Louny
- 1970 Otakar Slavík: Obrazy, Galerie Václava Špály, Praha
- 1975 Otakar Slavík, Minigalerie VUVL, Brno
- 1983 Otakar Slavík, Galerie Kraus, Pffäfikon, Švýcarsko
- 1984 Otakar Slavik, Galerie Schröder, Mönchengladbach
- 1984 Otakar Slavik: Le funambule de prague, Université de Toulouse-Le Mirail
- 1985 Otakar Slavík, Galerie Ekymose, Bordeaux
- 1985 Otakar Slavík, Galerie Asperger Bischoff, Chicago
- 1987 Otakar Slavík, Galerie Wolf, Düsseldorf
- 1987 Otakar Slavík: Zeichnungen, Kinogalerie des Künstlerhauses, Vídeň
- 1989 Otakar Slavik: Malerei, St. Peter an der Sperr, Vídeň
- 1989 Otakar Slavík, Francouzský kulturní institut ve Vídni
- 1991 Otakar Slavík: Kresby, Galerie Na bidýlku, Brno
- 1991/1992 Otakar Slavík: Malby a kresby, NáRODNI GALERIE Městská knihovna, Praha
- 1992 Otakar Slavík, Galerie Irus et Vincent Hansma, Paříž
- 1993/1994 Otakar Slavík: Obrazy, Künstlerhaus Wien, Vídeň
- 1997 Otakar Slavík: Obrazy, Mánes, Praha
- 1999 Otakar Slavík: Chvála věže, Galerie Bayer & Bayer, Mostecká 16, Praha
- 2001 Otakar Slavík: Obrazy, Míčovna Pražského hradu, Praha
- 2002 Otakar Slavík, Výstavní síň Sokolská 26, Ostrava
- 2003 Otakar Slavík: Ženy / Women, Galerie Via Art, Praha
- 2003 Otakar Slavík: Obrazy z Vídně, Sankturinovský dům, Kutná Hora
- 2003/2004 Otakar Slavík: Obrazy, objekty, Galerie kai de kai, Praha
- 2005 Otakar Slavík: Kočka v křesle / Cat in the Armchair, Galerie Via Art, Praha
- 2007 Slavík 75, Galerie Nová síň, Praha
- 2009 Otakar Slavík: Návraty, Topičův salon (2007-)  Praha Archivováno 17. 4. 2017 na Wayback Machine.
- 2010 Otakar Slavík: Babí léto, Galerie Via Art, Praha
- 2010 Otakar Slavík: Barvou o život, Galerie moderního umění v Roudnici nad Labem,
- 2012 Otakar Slavík: Dvě dominanty 60/80 / Two Dominants, Museum Kampa, Praha
- 2014/2015 Otakar Slavík: Akty, České centrum Vídeň Archivováno 2. 7. 2017 na Wayback Machine.

Kolektivní výstavy – viz abART

#### Katalogy
- Otakar Slavík, Padrta Jiří, kat. 4 s., SČVU Praha 1966
- Otakar Slavík: Obrazy 1962 – 1968, Kříž Jan, kat. 24 s., Letohrádek Ostrov 1969
- Otakar Slavík, Miler Karel, kat. 12 s., SČVU Praha 1970
- Otakar Slavík: Obrazy žen 1969, Sekera Jan, kat. 8 s., Galerie Benedikta Rejta, Louny 1970
- Otakar Slavík, Valoch Jiří, 2 strany v obálce, Minigalerie VÚVL Brno 1975
- Otakar Slavik: Zur malerei von Otakar Slavik, Felix Zdeněk, kat. 12 s., Galerie Schröder, Mönchengladbach 1984
- Otakar Slavik: Le funambule de prague, Bartošek Karel, Delatour Jeanne, kat. 10 s., Université de Toulouse-Le Mirail 1984
- Otakar Slavík: Gemälde, Baleka Jan, kat. 24 s., Galerie Wolf, Düsseldorf 1986
- Otakar Slavík: Kresby, Valoch Jiří, 6 listů, Galerie Na bidýlku, Brno 1991
- Otakar Slavík: Malby a kresby, Miler Karel, Slavík Otakar, Zemina Jaromír, kat. 40 s., Národní galerie v Praze 1991, ISBN 80-7035-031-8
- Otakar Slavík: Obrazy, Čiháková-Noshiro Vlasta, kat. 20 s., Mánes, Praha 1997
- Otakar Slavík: Obrazy / Paintings, Brikcius Eugen a kol., kat. 36 s., Správa Pražského hradu 2001
- Otakar Slavík: Obrazy z Vídně, Jirousová Věra, kat. 12 s., Galerie Felixe Jeneweina města Kutné Hory 2003
- Otakar Slavík: Obrazy, kat. 6 s., Galerie Nová síň, Praha 2007
- Otakar Slavík: Návraty, Rous Jan, kat. 16 s., Společnost Topičova salonu, Praha 2009
- Otakar Slavík: Barvou o život, Potůčková Alena, Slavíková Duňa, kat. 24 s., Galerie moderního umění v Roudnici nad Labem 2010
- Otakar Slavík: Babí léto, Freisleben Zdeněk, kat. 6 s., Galerie Via Art, Praha 2010
- Otakar Slavík: Radost z malby, Jan Rous, kat. 23 s., Galerie moderního umění v Roudnici nad Labem 2018, ISBN 978-80-87605-16-5
- Otakar Slavík: Ohlédnutí, Jan Samec, Zdenka Čepeláková, Duňa Slavíková, kat. 59 s., Galerie umění Karlovy Vary 2019, ISBN 978-80-88319-01-6

#### Monografie
- Jan Rous (ed.), Otakar Slavík, 272 s., Gallery (Jaroslav Kořán) Praha 2009, ISBN 978-80-86990-69-9

#### Souborné publikace (výběr)
- Nová figurace, Novák Luděk, 53 s., Obelisk Praha 1970
- Sensibilités contemporaines / Contemporary artistic sensibilities, Geneviève Bénamou, 297 s., Paříž 1985
- Nová citlivost, Čiháková-Noshiro Vlasta a kol., 148 s., Nakladatelství Oswald, Praha 1994
- Karel Nepraš a přátelé, Brikcius Eugen a kol., 79 s., Krajská galerie výtvarného umění ve Zlíně, p. o. 2007
- Mgr. Tereza Sládečková, Fenomén nové citlivosti v českém umění 60. let 20. století, diplomová práce, KTF, UDKU Praha 2009 On line
- (Ne)očekávané náhody: Třicet rozhovorů o umění, Wagner Radan, 373 s., Lidové noviny, nakladatelství, Praha 2010
- Pořád něco: Rozhovory s umělci, Jirkalová Karolína, 137 s., Ambit Media, a. s. 2013

#### Televizní dokumenty
- Otakar Slavík (série dokumentů Ateliéry), 30 min., režie Svatopluk Vála, ČT